# Mất điện miền Nam Việt Nam và Campuchia 2013

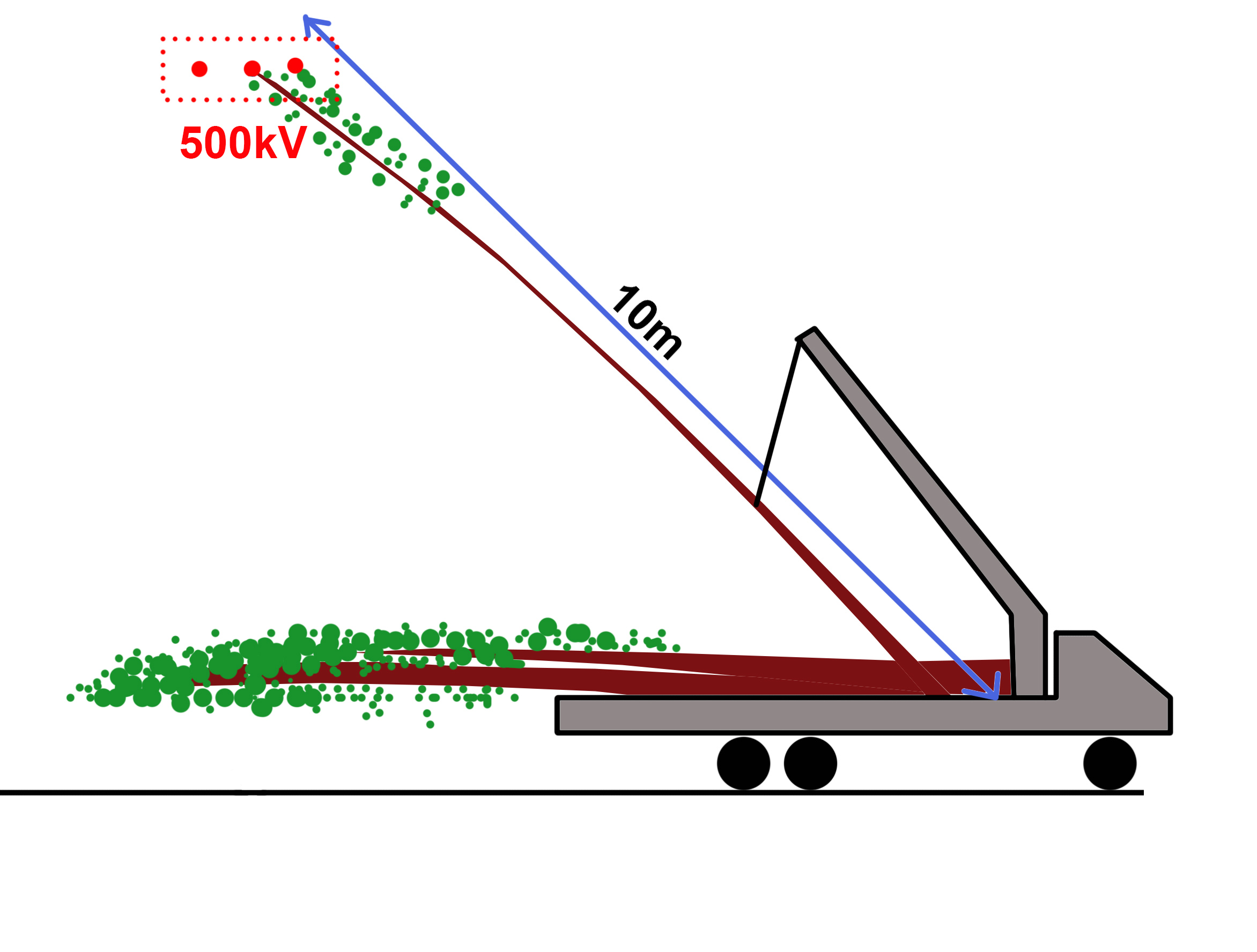
Minh hoạ sự cố (không theo tỉ lệ).

Sự cố mất điện miền Nam Việt Nam diễn ra từ lúc 14 giờ ngày 22 tháng 5 năm 2013 (giờ địa phương) làm các tỉnh thành Nam Bộ bị mất điện trong nhiều giờ. Sự cố này cũng gây mất điện một số khu vực tại quốc gia láng giềng Campuchia. Đây là sự cố điện xảy ra gây ảnh hưởng với quy mô lớn trên diện rộng chưa từng có trong vòng 100 năm tại Việt Nam.

## Hệ thống cung cấp điện tại miền Nam Việt Nam
Nguồn điện cung cấp cho miền Nam phụ thuộc vào đường dây 500 KV (truyền tải điện từ miền Bắc vào, chiếm phần lớn, có khi lên đến 40%). Tùy theo thời điểm cụ thể phụ tải từ 2 nguồn này cung cấp là khác nhau tùy theo nhu cầu. Tại thời điểm xảy ra sự cố, hệ thống điện miền Nam nhận công suất lớn từ Bắc vào Nam từ đường dây 500KV. Do vậy, các nhà máy điện không thể đáp ứng nổi nhu cầu phụ tải khu vực nên phải tách ra khỏi hệ thống để bảo vệ an toàn cho thiết bị. Hệ thống điện miền Nam gồm 15 nhà máy với 43 tổ máy, 4.000 km đường dây 110kV, 153 trạm biến áp 110kV, dung lượng 8.977MVA, lưới trung thế gồm hơn 57.500 km đường dây, khoảng gần 125.000 trạm phân phối với tổng công suất 7.300 MW, đáp ứng khoảng 60-70% nhu cầu cả miền Nam nếu vận hành hết công suất. Toàn bộ hệ thống điện miền nam do Tổng công ty Điện lực miền Nam (EVNSPC) quản lý.

## Diễn biến

### Tại Nam Bộ
Lúc 14 giờ 15 ngày 22 tháng 5 năm 2013, đường dây 500 kV tuyến Di Linh - Tân Định xảy ra sự cố, gây mất điện tại các tỉnh phía Nam.
Đến 15 giờ 54, Tập đoàn Điện lực Việt Nam (EVN) đã đưa vào vận hành trở lại đường dây 500 kV Bắc - Nam.
Đến đêm cùng ngày, EVN đã khôi phục lại toàn bộ phụ tải hệ thống điện miền Nam. Đến thời điểm 16 giờ 00 ngày 23 tháng 5, tổng công suất nguồn điện khu vực phía Nam chưa khôi phục được là 1.100 MW gồm: GT1 Nhà máy điện Phú Mỹ 1, toàn bộ Nhà máy điện Phú Mỹ 3.
Đến 22 giờ 40 cùng ngày, Tập đoàn Điện lực Việt Nam đã khôi phục lại toàn bộ hệ thống điện của miền Nam.

### Tại Campuchia
Điện bị mất lúc 2 giờ chiều ở phần lớn Phnôm Pênh, đến tối, trung tâm Phnôm Pênh mới có điện trở lại. Campuchia chỉ tự cung cấp được 30% lượng điện cho nước này, trong khi đó 40% nguồn điện khác của nước này được cung cấp từ Việt Nam.

## Nguyên nhân
Nguyên nhân của sự cố được cho là do một chiếc xe cẩu chở cây gỗ (dài 10m) vướng vào đường dây tải điện 500kV làm gây đoản mạch trên hệ thống. Sự đoản mạch này đã kích hoạt hệ thống ngắt mạch tự động để bảo vệ các tổ máy nguồn phát điện, dẫn tới hệ thống điện miền Nam mất toàn bộ (với tổng công suất khoảng 9.400 MW).
Theo Nghị định hướng dẫn về bảo vệ an toàn công trình lưới điện cao áp, khoảng cách tối thiểu từ dây dẫn điện đến điểm gần nhất của thiết bị, dụng cụ, phương tiện làm việc trong hành lang bảo vệ an toàn công trình lưới điện cao áp với đường dây 500 kV là 8 m. Ngoài ra, khoảng cách tối thiểu từ độ võng thấp nhất của đường dây 220 kV đến mặt đất tự nhiên là 18 m. Đối với đường dây 500 kV khoảng cách an toàn phóng điện tính đến điểm cao nhất của phương tiện giao thông đường bộ (4,5 m) phải cách 5,5 m.

## Ảnh hưởng
EVN cho biết, khi sự cố xảy ra vào chiều ngày 22, đã có 15 nhà máy điện với 43 tổ máy phát điện phải tách ra khỏi lưới điện. Việc tái lập lại hệ thống này mất nhiều thao tác khiến tổng thời gian khôi phục lại mạng lưới kéo dài 8 tiếng. Hậu quả của vụ việc được đánh giá là rất nghiêm trọng, gây tác động không nhỏ đến đời sống của người dân, doanh nghiệp lẫn thiệt hại về phía EVN do khắc phục sự cố.
Sự cố cũng khiến hàng loạt nhà máy nước tại miền Nam ngưng hoạt động sản xuất và cung cấp nước nhiều giờ liền.
Thiệt hại chỉ đối với ngành điện ước tính ban đầu là 14 tỷ đồng. Tính đến ngày 25 tháng 5, có tổng cộng 8 triệu khách hàng bị ảnh hưởng bởi sự cố, trong đó tại thành phố Hồ Chí Minh có 1,8 triệu hộ dân và khách hàng điện.

## Phản ứng
Chiều ngày 23 tháng 5 năm 2013, Cơ quan Công an tỉnh Bình Dương đã phối hợp cùng ngành điện để thống kê thiệt hại sau sự cố xe cẩu gây mất điện toàn Nam Bộ để làm cơ sở khởi tố vụ án. Công an xác định, vụ việc xảy ra ngoài ý muốn nhưng gây thiệt hại cho kinh tế và ảnh hưởng đến công trình lưới điện mang tính an ninh quốc gia nên sẽ khởi tố, xử lý những người liên quan.
Một số chuyên gia và luật sư lên tiếng yêu cầu EVN chịu trách nhiệm và bồi thường thiệt hại. Đáp lại yêu cầu này, đại diện EVN cho biết theo quy định, sự cố đường dây 500 kV là khách quan, bất khả kháng nên rất khó buộc EVN phải bồi thường thiệt hại.
Trả lời giới báo chí vào chiều ngày xảy ra vụ việc, đại diện EVN cho biết "mong nhận được sự chia sẻ và cảm thông của quý khách hàng".